# Чикерелл
Чикерелл (англ. Chickerell) — небольшой город в Дорсете, Англия. На 2001 год население города составляло 5282 человека.

## История
Хотя в данной местности и были обнаружены римские останки, указывая, что поселения в этом районе существовали на протяжении многих лет, современный Чикерелл — это один из самых молодых городов Дорсета. Самое значительное развитие происходило на протяжении последних двадцати лет.

## Население
Население Чикерелла — 5300 человек, по состоянию на 2010 год, среди которых 2590 мужчин и 2710 женщин. Рождаемость в городе превышает смертность, также есть чистая внутренняя миграция как результат неуклонного роста населения. Население значительно выросло с 1960 года. Между 1961 и 1971 оно увеличилось на 43 % с 2300 до 3300 и продолжает расти с тех пор, хотя и более медленными темпами.
| Численность населения      |       |       |       |       |       |       |       |       |       |
| Год                        | 1921  | 1931  | 1951  | 1961  | 1971  | 1981  | 1991  | 2001  | 2010  |
| Население                  | 1,130 | 1,320 | 2,450 | 2,300 | 3,300 | 3,680 | 4,160 | 5,280 | 5,300 |
| Источник: Census 1921—2011 |       |       |       |       |       |       |       |       |       |